# 遥かなる子熊の森
『遥かなる子熊の森』（はるかなるこぐまのもり、The Bears and I）は1974年のアメリカ合衆国の映画。カナダの大自然を舞台に、ベトナム帰還兵と子熊の交流を描いている。ウォルト・ディズニー・ピクチャーズ製作。出演はパトリック・ウェインなど。文部省特選作品。

## キャスト
| 役名                         | 俳優                           | 日本語吹替 |
| ---------------------------- | ------------------------------ | ---------- |
| ボブ・レスリー               | パトリック・ウェイン           | 池田秀一   |
| アタスカネー酋長             | チーフ・ダン・ジョージ         |            |
| ゲインズ                     | アンドリュー・ダガン           | 藤本譲     |
| オリヴァー・レッド・ファーン | マイケル・アンサラ             | 仲村秀生   |
| ジョン・マカーテン           | ロバート・パイン               | 千田光男   |
| サム・イーグル               | ヴァレンティン・デ・ヴァルガス | 塚田正昭   |
| フォアマン                   | ハル・ベイラー                 |            |

## スタッフ
- 監督：バーナード・マケヴィティ
- 製作：ウィンストン・ヒブラー
- 原作：ロバート・フランクリン・レスリー
- 脚本：ジョン・ウェドン、ジャック・スピアーズ
- 撮影：テッド・D・ランドン
- 音楽：バディ・ベイカー